# Бэрд, Джон, 1-й виконт Стоунхейвен
Джон Лоуренс Бэрд, 1-й виконт Стоунхейвен (англ. John Lawrence Baird, 1st Viscount Stonehaven; 27 апреля 1874, Челси, Большой Лондон — 20 августа 1941, Стоунхейвен, Мернс) — британский государственный и политический деятель, восьмой генерал-губернатор Австралии с 8 октября 1925 по 21 января 1931 года.

## Биография

### Молодые годы
Джон Лоуренс Бэрд родился 27 апреля 1874 года в Челси в Лондоне, в семье сэра Александра Бэрда, 1-го баронета, и Анны Марии, дочери Лоуренса Полка, 1-го барона Халдона. Он получил образование в Итоне и Крайст-Чёрче в Оксфорде, но не окончил университет. Служил в Ланаркширской кавалерии. В 1894 году стал помощником-адъютантом губернатора Нового Южного Уэльса, а затем поступил на дипломатическую службу. В 1904 году стал Кавалером Ордена Святого Михаила и Святого Георгия и в 1908 году ушёл в отставку с дипломатической службы.

### Политическая карьера
В январе 1910 года, после всеобщих выборов Бэрд был избран в Палату общин. С 1911 по 1916 год был личным секретарем лидера Консервативной партии Эндрю Бонара Лоу. Принял участие в Первой мировой войне, и был награждён Орденом «За выдающиеся заслуги». В декабре 1916 года, как парламентский секретарь Воздушного совета, вошёл в коалиционное правительство премьер-министра Дэвида Ллойд Джорджа. В январе 1919 года стал парламентским секретарем Министерства боеприпасов. Уже в апреле 1919 года он был назначен заместителем госсекретаря Департамента внутренних дел, на этой должности он оставался до падения коалиционного правительства в октябре 1922 года.
В том же месяце Лоу стал премьер-министром, и назначил Бэрда министром транспорта и главой комиссии работ. Несколько дней спустя он был приведён к присяге члена Тайного совета. В ноябре 1922 года, после всеобщих выборов, он возвратился в парламент. Он остался на посту главы комиссии работ и министра транспорта и тогда, когда Стэнли Болдуин стал премьер-министром в мае 1923 года и удерживал его до января 1924 года, когда к власти пришло правительство лейбориста Рамсея Макдональда.

### Пост генерал-губернатора Австралии
В декабре, после того как консерваторы вернулись к власти, он принял пост генерал-губернатора Австралии. В соответствии с практикой того времени, премьер-министру Австралии Стэнли Брюсу, были предложены несколько кандидатур. Он выбрал Джона Бэрда отчасти из-за его политического опыта и потому, что он был более скромен, чем другие аристократические кандидаты. В июне 1925 года он был возведён в звание пэра, как барон Стонхейвен, из Ури в графстве Кинкардин, и стал Кавалером Большого креста Ордена Святого Михаила и Святого Георгия.
Джон Бэрд прибыл в Австралию в октябре 1925 года. Он быстро установил хорошие отношения с Брюсом, с которыми имел много общего. Но, как и его предшественник, он понял, что премьер-министры Австралии больше не хотели чтобы генерал-губернатор выступал в качестве императорского надзирателя или представителя британского правительства. На Императорской конференции в Лондоне в 1926 году фактически была признана независимость доминионов, и ролью генерал-губернаторов стало только личное представительство короны.
В мае 1927 года Бэрд официально открыл первое заседание австралийского парламента в недавно построенном здании парламента в Канберре, и генерал-губернатор обрёл наконец постоянное место жительства — Дом правительства в Канберре. Это означало конец путешествий между правительственными домами в Сиднее и Мельбурне и сделало пост генерал-губернатора менее затратным. В то же время, появление авиации, которой Бэрд был заядлым любителем, сделало путешествие по Австралии намного легче.
В сентябре 1929 года Брюс неожиданно попросил роспуска обеих палат парламента. Хотя парламент заседал всего год, Бэрд сразу согласился: дни, когда генерал-губернатор принимал решения по своему усмотрению прошли.
Партия Брюса потерпела поражение на выборах в октябре и он потерял пост премьера. Лидер Лейбористской партии Джеймс Скаллин, вступил в должность в январе 1930 года. Отношения Бэрда с Скаллином были правильными, но не доброжелательными, поскольку его политические симпатии были другими. Ему вероятно повезло, что срок генерал-губернаторства истек в 1930 году, до начала кризиса правительства Скаллина. Бэрд не консультировался со Скаллиным о выборе своего преемника, и уехал из Австралии в октябре 1930 года. Бэрд был масоном и во время своего пребывания на посту генерал-губернатора он стал Великим Мастером Великой Ложи штата Новый Южный Уэльс.

### Последующая жизнь, семья и смерть
По возвращении в Великобританию он был назначен председателем Консервативной партии в 1931 году, и занимал эту должность до 1936 года. В 1938 году он был сделан виконтом Стонхейвеном, из Ури в графстве Кинкардин.
В 1905 году Джон Бэрд женился на Сидни Кейт-Фалконер, дочери 9-го графа Кинтора. У них было два сына и три дочери.
Джон Лоуренс Бэрд, 1-й виконт Стоунхейвен скончался 20 августа 1941 года от гипертонического заболевания сердца в возрасте 67 лет в Ури-хаусе, в Стонхейвене, в Шотландии. Его титул наследовал старший сын Иэн. Виконтесса Стонхейвен стала 11-й графиней Кинтор в 1966 году. Она умерла в сентябре 1974 года, на следующий день после своего 100-летия.